# Punta Gelas di Lourousa
La punta Gelas di Lourousa (3261 m) è una montagna delle Alpi Marittime, appartenente al gruppo del monte Argentera.

## Caratteristiche
Si trova nell'alta valle Gesso, sulla cresta che divide le valli Gesso della Valletta e Gesso di Entracque. Si trova sul confine tra il comune di Entracque e quello di Valdieri.
È la vetta più settentrionale delle quattro che compongono la serra dell'Argentera, ed è punto d'incontro di due dorsali. La principale giunge da sud, dalle vette principali dell'Argentera, piega leggermente per portarsi verso nord-est al vicino monte Stella, quindi piega ad arco, dirigendosi prima ad est poi a sud-est e digradando verso il sottostante bacino del Chiotas. La dorsale secondaria dirama dalla vetta e scende verso nord-ovest, in direzione del Corno Stella.
La montagna domina il canalone di Lourousa, un ripido canalone che scende dalla forcella tra la punta ed il monte Stella (colletto Coolidge) in direzione nord-ovest per un dislivello di circa 900 m su pendenze medie di 45°. Il ghiacciaio contenuto nel canalone è detto Gelàs di Lourousa; da questo la montagna prende il suo nome.
Dal punto di vista geologico la montagna appartiene al massiccio cristallino dell'Argentera. Si tratta essenzialmente di gneiss di varia composizione e diverso grado di scistosità.

## Ascensione alla vetta
La prima ascensione fu effettuata il 18 agosto 1879 da William Auguste Coolidge con le guide Christian Almer padre e figlio salendo dal canalone di Lourousa; si trattava della stessa ascensione durante la quale i tre alpinisti raggiunsero la cima sud dell'Argentera.
La via normale è ancora quella seguita dal Coolidge per arrivare in vetta, ovvero la risalita del canalone di Lourousa. Si tratta di un percorso alpinistico su neve, con grado di difficoltà valutato in AD. La discesa si può effettuare per la stessa via, oppure raggiungendo per cengia la normale alla cima nord dell'Argentera.
Per percorrere la via normale ci si può appoggiare al vicino rifugio Morelli-Buzzi, nella parte sommitale del vallone di Lourousa.

### Cartografia
- Cartografia ufficiale dell'Istituto Geografico Militare in scala 1:25.000 e 1:100.000, consultabile on line
- Sistema Informativo Territoriale della provincia di Cuneo, su base cartografica 1:10.000
- Istituto Geografico Centrale - Carte dei sentieri 1:50.000 n.8 "Alpi Marittime e Liguri" e 1:25.000 n. 113 "Parco naturale dell'Argentera"